# Кравков, Сергей Николаевич
Сергей Николаевич Кравков (11 [23] мая 1894, Санкт-Петербург — февраль 1942, Ленинград) — российский и советский гидрограф, исследователь Арктики.

## Биография
Сергей Николаевич Кравков родился в Санкт-Петербурге 11 (23) мая 1894 год. Он стал вторым ребёнком в семье выдающегося отечественного фармаколога Н. П. Кравкова (1865—1924) и его супруги Ольги Евстафьевны (1868—1942), дочери хирурга Е. И. Богдановского. В детстве проживал с родителями в Германии и Австро-Венгрии, после распада их брака с 1898 г. жил с матерью в Одессе.
В 1909—1914 гг. С. Н. Кравков обучался в Морском корпусе в Санкт-Петербурге, по окончании которого был произведен в мичманы. В годы Первой мировой войны он служил на Черноморском флоте. Во время боя у мыса Сарыч 5 (18) ноября 1914 г. с немецкими крейсерами «Гебен» и «Бреслау» С. Н. Кравков корректировал огонь артиллерии линкора «Три святителя». Им были выполнены акварельные зарисовки сражения, опубликованные в журнале «Морской сборник» (1915, № 11).
В 1917 г. лейтенант Кравков окончил штурманские классы в Севастополе и получил звание штурмана 1-го разряда. В 1918 г. он был переведен в Одесский гидрографический отдел. В ноябре 1919 г. С. Н. Кравков отправился в плаванье из Одессы во Владивосток на транспортном судне «Иерусалим». Во Владивостоке он перешёл на сторону красных, в период японской интервенции находился на нелегальном положении.
В октябре 1922 г. С. Н. Кравков был назначен флагманским штурманом штаба морских сил Дальнего Востока. После реорганизации штаба в 1923 г. он был направлен в Омск — в Управление по обеспечению безопасности кораблевождения в Карском море (Убекосибирь).
В 1923—1926 гг. С. Н. Кравков исследовал полярные моря в составе Убекосибири. В 1930 г. он получил диплом штурмана дальнего плавания. В 1930—1932 гг. С. Н. Кравков выполнял гидрографические работы в Тазовской и Обской губе, им были выполнены зарисовки к первой лоции Обской губы.
С 1932 г. С. Н. Кравков специализировался на астрономических работах на маршруте Северного морского пути. Созданные им астропункты в шхерах Минина, Гыданском заливе, на побережье Восточно-Сибирского моря долгое время служили основой карт тех мест.
В перерывах между навигациями С. Н. Кравков преподавал курс судоустройства в Омском водном техникуме, заведовал гидрометрической станцией Иртышского участка водного пути.
Во время наблюдений в дельте Лены зимой 1940 г. С. Н. Кравков сильно обморозил ноги и руки. Его доставили в больницу поселка Тикси. Врачи с трудом спасли ему жизнь, но кисти рук и стопы ног пришлось ампутировать.
Став инвалидом, С. Н. Кравков переехал в Ленинград, где проживали его мать и сестра. С апреля по октябрь 1941 г. он работал в архиве Гидрографического отдела Главсевморпути.
С. Н. Кравков отказался эвакуироваться из блокадного Ленинграда, веря в скорое его освобождение. Он умер от истощения вместе с матерью и сестрой в феврале 1942 г. Похоронен на Серафимовском кладбище, могила не сохранилась.

## Награды

### Российская Империя
- Орден Св. Анны 4-й степени (1914).

## Семья
- Жена — Кравкова (Чараева) Ксения Александровна (умерла в 1921 году в г. Севастополь)
- Сестра — Величковская (Кравкова) Ольга Николаевна (1892—1942)
- Племянник — Величковский Вадим Михайлович (1913-?)
- Сын — Кравков Алексей Сергеевич (1930—1987)
- Дочь — Кравкова Марьяна (Марианна) Сергеевна (11.02.1918, Одесса — 07.02.2007, Москва).

## Память
Имя С. Н. Кравкова носит самый северный из островов Мона («Карское море). Название остров Кравкова» присвоено ему в 1933 г. В. И. Воробьевым, определившим его точные координаты.
В 1974 г. в Финляндии по заказу СССР было построено гидрографическое судно, получившее название «Сергей Кравков». В настоящее время его владельцем является ФГУП «Гидрографическое предприятие Министерства транспорта Российской Федерации». Порт приписки гидрографического судна «Сергей Кравков» — Архангельск.